# Ambasada RP w Sarajewie
Ambasada Rzeczypospolitej Polskiej w Sarajewie (boś. Ambasada Republike Poljske u Sarajevu) – polska misja dyplomatyczna w stolicy Bośni i Hercegowiny. Ambasadorem Nadzwyczajnym i Pełnomocnym Rzeczypospolitej Polskiej w Bośni i Hercegowinie od 2018 jest Jarosław Lindenberg.

## Struktura placówki
- Referat ds. Polityczno-Ekonomicznych / Konsul RP[1]
- Referat ds. Administracyjno-finansowych
- Sekretariat

Attaché Obrony RP w Bośni i Hercegowinie rezyduje w Ambasadzie RP w Zagrzebiu.

## Historia
W latach 1919–1921 w Sarajewie działał Konsulat Rzeczypospolitej Polskiej kierowany przez Franciszka Kruszelnickiego. Podlegał on poselstwu w Belgradzie Konsulat mieścił się w prestiżowej willi Mandić na ulicy Petrakijina. Głównym zadaniem było zorganizowanie repatriacji do nowo odrodzonej Polski mieszkających w Bośni Polaków. Obejmowało to m.in. organizację transportów kolejowych, potwierdzanie tożsamości wyjeżdżających, przyznawanie wiz. Placówka prowadziła także typowo konsularne sprawy, np. związane z wydawaniem dokumentów czy stwierdzeniem obywatelstwa polskiego chłopów z Galicji mieszkających w północnej Bośni. W związku z realizacją jego podstawowego zadania, w styczniu 1921 konsulat zakończył działalność. Jego kompetencje przejął Konsulat RP w Zagrzebiu. W 1927 utworzono konsulat honorowy w Banja Luce, którym kierował Artur Burda.
Polska uznała niepodległość Bośni i Hercegowiny 30 kwietnia 1992. nawiązała stosunki dyplomatyczne z Bośnią i Hercegowiną 22 grudnia 1995. W latach 1996–1999 akredytowana w państwie była Ambasada RP w Lublanie. W styczniu 1999 rozpoczął pracę konsulat generalny pod adresem Emerika Bluma 27. W 2001 przekształcono go w ambasadę. Do ok. 2013 siedziba ambasady znajdowała się w budynku przy ul. Dola 13, następnie przeniesiono ją pod adres Višnjik 20. W 2022 utworzono podlegający ambasadzie konsulat w Mostarze kierowany przez konsula honorowego Huseina Oručevicia.